# Arroace
El término "arroace" o "aroace" es una abreviatura de arromántico asexual, utilizada para describir a personas que se identifican como tanto arrománticas como asexuales.Este término abarca una variedad de identidades que incluyan ambos espectros, como asexual demirromántico, grisromántico quoisexual, fraysexual reciprorromántico, entre otras.

## Identidad sexual
"Arroace" (pronunciado arro-eis) es un término que se utiliza para describir a personas que se identifican tanto como asexuales como arrománticas, viviendo ambas experiencias simultáneamente. El prefijo "ace" hace referencia a la experiencia asexual, mientras que "arro" se refiere a la experiencia arromántica.Las personas asexuales suelen experimentar poco o ningún deseo sexual, aunque pueden desear relaciones románticas o citas. Por otro lado, las personas arrománticas experimentan poco o ningún deseo de establecer relaciones románticas, aunque pueden tener deseo sexual.
Ambas identidades operan en un espectro, que abarca desde la ausencia total de atracción sexual o romántica hasta la presencia de algún nivel de estos deseos, dependiendo del contexto. Por ejemplo, los demisexuales experimentan atracción sexual solo después de establecer una conexión emocional significativa,mientras que los demirománticos sienten atracción romántica en circunstancias similares. Estas categorías subrayan la diversidad dentro de los espectros asexual y arromántico.
La diferenciación entre atracción sexual y romántica se denomina "modelo de atracción dividida". Este modelo, ampliamente adoptado en la comunidad asexual, reconoce que la atracción romántica y sexual pueden ser experiencias independientes. Para muchas personas arroace, esta distinción es clave para comprender sus propias experiencias y relaciones, y ofrece un marco que valida su identidad.

### Relaciones
Las personas con identidad arroace tienen sus propios valores, necesidades emocionales, estilos de vida y sentido de felicidad, los cuales no dependen de relaciones románticas o sexuales para su satisfacción.En su lugar, pueden establecer relaciones significativas fuera de las normativas romántico-sexuales, como los vínculos queerplatónicos (QPR), que implican conexiones emocionales profundas sin componentes románticos o sexuales. 
Los vínculos queerplatónicos son especialmente relevantes, ya que permiten satisfacer necesidades emocionales sin recurrir a relaciones románticas o sexuales tradicionales. Estas relaciones no siguen las reglas sociales convencionales, lo que da a sus participantes la libertad de definir sus propias dinámicas y establecer límites que reflejen mejor sus preferencias y necesidades. Además, pueden experimentar diversas formas de atracción no románticas, como la platónica, sensual, alterada, física, estética, terciaria y emocional, lo que amplía las posibilidades de interacción y vinculación interpersonal.

### Desafíos sociales
En la sociedad, las personas arroace, al igual que aquellas que se identifican como asexuales o arrománticas, enfrentan desafíos relacionados con las normas sociales que giran en torno a las relaciones románticas y sexuales.Estas normas están profundamente enraizadas en la cultura y la concepción tradicional de las relaciones humanas, lo que hace que las experiencias de esta comunidad sean a menudo invisibilizadas o incomprendidas.
Las personas arroace enfrentan desafíos al vivir en sociedades predominantemente heteronormativas. El término heteronormatividad fue acuñado por Michael Warner y se refiere al conjunto de las relaciones de poder por medio del cual la sexualidad se normaliza y se reglamenta en nuestra cultura. Este sistema privilegia e institucionaliza las relaciones heterosexuales idealizadas, equiparándolas con lo que se considera la norma para la experiencia humana. En este contexto, la interacción social en el campo sexual, sigue bajo una óptica heteronormativa y binaria, que solo reconoce y valida las relaciones entre hombres y mujeres. 
Un aspecto clave dentro de este sistema es la suposición generalizada de que todas las personas experimentan atracción sexual, se identifican como sujetos de deseo y participan en actividades sexuales. Este conjunto de suposiciones forma lo que se conoce como normatividad sexual, un concepto utilizado en los estudios sobre asexualidad que critica la creencia de que la sexualidad es una característica inherente y universal de todos los seres humanos.
Asimismo, la amatonormatividad es un concepto introducido por la filósofa estadounidense Elizabeth Brake, para cuestionar la naturaleza discriminatoria de privilegiar las relaciones amorosas, particularmente las monógamas.Brake define la amatonormatividad como "la suposición de que todas las personas están mejor en una relación de pareja exclusiva, romántica y duradera, y que todas las personas buscan ese tipo de relación".
Esta perspectiva promueve que estas relaciones son normativas, es decir, se les asigna un valor intrínseco a las relaciones románticas, lo que implica que las demás relaciones sean vistas como no tan importantes porque no son románticas. Esto trivializa las amistades, las relaciones familiares y la soledad, y nos empuja a sacrificar estas relaciones por las relaciones románticas. Este sistema jerárquico de relaciones fomenta la creencia de que las parejas románticas son nuestras otras mitades, que nos completan y que solo ellas harán que nuestras vidas sean mejores. Este sistema de normatividad hace que sea difícil imaginar una vida feliz sin romance y crea una enorme presión para encontrar una pareja romántica.
Como resultado, las personas que no encajan en estas expectativas sociales suelen ser estigmatizadas y estereotipadas, acusadas de acusadas de tener miedo a la intimidad, de ser insensibles o de estar confundidas.  Comentarios como "Es solo una fase temporal", "Estás confundido" o "Solo estás actuando así" son algunos de los prejuicios que debilitan la validación del espectro arroace y su legitimidad como experiencia real.

## Comunidad
La comunidad arroace ha evolucionado significativamente a través del tiempo, desarrollándose principalmente a través de comunidades en línea, la creación de organizaciones y un mayor reconocimiento en los medios de comunicación. Este proceso ha sido impulsado en gran medida por los propios miembros de la comunidad, cuyos discursos han dado forma a lo que hoy conocemos como arroace. Sin embargo, es importante entender que este movimiento sigue en evolución, y su desarrollo ha estado marcado por las dinámicas sociopolíticas y la normatividad sexual que han influido en su definición y en la construcción de una identidad compartida dentro de la comunidad asexual. A continuación, se presentan algunos ejemplos de cómo diferentes iniciativas y figuras públicas han contribuido a la visibilidad y a la representación de las experiencias arroace, reflejando los avances y los desafíos que aún persisten.
En 2017, se lanzó el podcast "Sounds Fake But Okay", presentado por Sarah Costello y Kayla Kaszyca. Costello, quien se identifica como arroace, y Kaszyca, quien se identifica como demisexual y heterosexual. comenzaron el proyecto tras notar que sus conversaciones sobre relaciones eran inusuales y diferentes a las normas heteronormativas. Al principio, el podcast no tenía como objetivo ocupar un espacio específico dentro de la comunidad arroace. Sin embargo, rápidamente se convirtió en un recurso valioso para oyentes arro y ace que buscaban validación,  y una comunidad donde sentirse comprendidos 
En 2020, Courtney Lang lanzó el podcast "AOK". Lang decidió crear este espacio luego de buscar podcasts que abordaran específicamente las experiencias arro y ace, sin encontrar opciones suficientes. "AOK" se enfoca en entrevistas semanales con invitados que se identifican dentro del espectro arroace, brindando un espacio de representación para estas identidades.  Lang explicó que su intención era mostrar que existen muchas personas con experiencias similares, con el fin de reducir el sentimiento de aislamiento en una sociedad que a menudo marginaliza estas identidades 
En 2022, Jaiden Animations, creadora de contenido conocida por su canal de YouTube enfocado en videojuegos y animación, se declaró públicamente como arroace en marzo de ese año. En el video titulado "Being Not Straight" ("No ser heterosexual" en español), que compartió con sus más de 10,9 millones de suscriptores, Jaiden habló abiertamente sobre su sexualidad, describiendo esta revelación como uno de los momentos más sinceros de su vida.

### Símbolos

Bandera Arroace creado por el usuario de Tumblr Aroaesflags

A lo largo de los años, se han creado diversas banderas para la comunidad arroace, la mayoría de ellas combinando elementos de las banderas asexual y arromántica.Actualmente, se reconocen al menos 13 versiones diferentes, que han evolucionado con el tiempo. Sin embargo, una de las más conocidas por la comunidad fue creada a por el usuario de Aroaesflags de Tumblr (red social) a principios de diciembre de 2018. El cambio respondió principalmente a la necesidad de representar a las personas arroace de manera integral, sin dividir su atracción en categorías separadas.
Según el creador, los dos tonos de azul simbolizan la identidad arroace, y el espectro de identidades y experiencias dentro de la comunidad. El color blanco representa la integridad y se utiliza para visibilizar a los arroaces aplatónicos, destacando que todos somos personas completas por nuestra cuenta. El amarillo simboliza el amor y las relaciones que existen fuera de las ideas convencionales y amatonormativas de las relaciones románticas y sexuales. Por último, el naranja representa a la comunidad. 

## Representación
La representación de la comunidad arroace ha sido limitada en la cultura popular; sin embargo, algunos medios, como la literatura, el cómic, el cine y las series de televisión, han comenzado a incluir personajes que visibilizan esta identidad. A continuación, se destacan ejemplos que evidencian el progreso en la representación.

### Literatura
Let’s Talk About Love (2018) de Claire Kann es una novela juvenil que sigue a Alice, una estudiante universitaria asexual, birromántica y negra. La obra explora temas como la identidad, la sexualidad y las relaciones interpersonales, cuestionando las normas sociales sobre el amor y el deseo.
En Loveless (2020), de Alice Oseman, la protagonista, Georgia, se desenvuelve en su vida universitaria mientras intenta comprender y aceptar su arromanticismo y asexualidad (arroace) en un mundo en el que se espera que se enamore de alguien y pase el resto de su vida con esa persona.

### Series de televisión
En la serie Heartstopper (2022-2024), el personaje de Isaac (Tobie Donovan), durante las tres temporadas, experimenta un viaje de autodescubrimiento en torno a su identidad asexual y arromántica (arroace).